# Pokémon espada y Pokémon escudo: las Nieves de la Corona
Pokémon espada y escudo: las Nieves de la Corona (ポケットモンスター ソード・シールド 冠の雪原 Poketto Monsutā Sōdo Shīrudo: Kanmuri no Setsugen?) es la segunda de dos expansiones descargables de Pokémon espada y escudo: pase de expansión para los videojuegos de rol Pokémon Espada y Escudo, publicados en 2019 para Nintendo Switch. Fue desarrollado por Game Freak y publicado por The Pokémon Company y Nintendo para la misma consola. Fue lanzado el 22 de octubre de 2020. Sucede a La Isla de la Armadura, que fue publicada el 17 de junio de 2020. El paquete de expansión completo en formato físico fue lanzado a la venta el 6 de noviembre del mismo año.
El pase de expansión sirvió para reemplazar la necesidad de una tercera versión o secuela de Espada y Escudo. Se ambienta en la zona nevada llamada Nieves de la Corona, basada en Escocia, al sur de la región de Galar en Espada y Escudo. El jugador controla al protagonista durante su viaje a través de la tundra, hogar de nuevos y viejos Pokémon legendarios de entregas anteriores.

## Modo de juego
El contenido se desarrolla en un "Área Silvestre" interconectada, un mundo abierto con cámara libre y clima dinámico, lo que tiene implicaciones sobre qué especies de Pokémon aparecen en un momento dado. El sistema de juego de Las Nieves de la Corona radica en las Aventuras Dinamax. El jugador debe viajar a un área en la tundra llamada Supernido Dinamax, donde se obtienen Pokémon de alquiler para luchar en tres batallas de incursiones Dinamax diferentes. Después de vencer a un Pokémon, el usuario puede elegir qué camino seguir a continuación. Tras luchar contra cada Pokémon de incursión, comienza un combate contra un Pokémon legendario de entregas anteriores. El jugador puede elegir atrapar al Pokémon legendario, acción con una probailidad de 100% de éxito, o puede dejarlo, perdiendo la posibilidad de atrapar otro. La otra gran característica de la expansión es el Torneo Estrellas de Galar, competición en la que el jugador y otro personaje a elección participan en batallas de múltiples entrenadores con otros personajes de Espada y Escudo y el pase de expansión.

### Pokémon
Las Nieves de la Corona se centra en el legendario Pokémon Calyrex. Para recuperar su poder, este puede fusionarse con otros dos Pokémon legendarios recién introducidos llamados Glastrier y Spectrier, un caballo de tipo Hielo y Fantasma respectivamente. La expansión también presenta dos Pokémon legendarios que se asemejan al trío Regi de Pokémon Rubí y Zafiro: el tipo Eléctrico Regieleki y el tipo Dragón Regidrago. En adición al primer paquete de expansión, se le dio una forma regional a Slowking. Del mismo, se le dieron formas regionales al legendario trío de aves de Pokémon Rojo y Azul: Articuno, Zapdos y Moltres. Asimismo, más de un centenar de Pokémon faltantes del juego base regresaron de generaciones anteriores, incluidos todos los Pokémon legendarios (no míticos) de títulos pasados.

## Argumento
El jugador llega a Las Nieves de la Corona en tren desde Pueblo Par. Al llegar, el protagonista se encuentra con el entrenador Pokémon Peony y su hija Ariette. Tras una disputa de la pareja sobre qué lugar visitar, el jugador lucha contra Peony, quien se revela como una antiguo líder de gimnasio tipo Acero. Su hija escapa durante el combate, y después de terminar, Peony la persigue hasta el Supernido Dinamax. El personaje principal se ve obligado a ir tras ellos y participar en una Aventura Dinamax, en la que no es posible usar sus propios Pokémon. Tras acabar, Ariette se acerca al jugador y le pide que ocupe su lugar en las expediciones de su padre. Peony, aunque reacio, acepta la situación. El jugador y Peony establecen su base en la Villa Helada, y nombra al protagonista jefe de la expedición mientras él mantiene el fuerte.
El jugador debe completar cuatro aventuras para terminar el recorrido. La primera aventura consiste en descubrir al Pokémon legendario Calyrex. Al restaurar una estatua de Calyrex en la Villa Helada, el protagonista se encuentra con el Pokémon. Comunicándose mediante Peony, Calyrex explica su frustración por ser relegado a un cuento de hadas por la gente del pueblo. Además, el legendario ha perdido su corcel, que es la fuente de la mayor parte de su poder. Según el tipo de zanahoria que se encuentre aparecerá Spectrier, de tipo Fantasma, o Glastrier, de tipo Hielo. El caballo corre de regreso a la ciudad y obliga al jugador a participar en una batalla. Calyrex interviene cuando el corcel intenta atacar a la gente del pueblo. Tras retomar el control del caballo y visitar un santuario, comienza la batalla con Calyrex, que se deja capturar.
En la siguiente aventura, el jugador rastrea y atrapa a los Pokémon legendarios Regirock, Regice y Registeel en las ruinas de la tundra. Una vez que los tres han sido capturados, el jugador puede acceder a las Ruinas del Dilema, donde se puede obtener a Regieleki o Regidrago. Además, el jugador puede conseguir un Regigigas en una incursión si interactúa con una guarida específica con los otros cinco Regi en su equipo. En la tercera aventura, el jugador se encuentra con las formas galarianas de las aves legendarias debajo de un árbol en la Colina del Maxiárbol, pero el sonido del teléfono del protagonista los alerta y se dispersan por la región, convirtiéndose en Pokémon errantes. Atraparlos a todos y reportar los hallazgos a Peony concluye la aventura.
Al comienzo de la expansión Sonia menciona a Cobalion, Terrakion y Virizion, quienes aparecieron por primera vez en Pokémon Blanco y Negro. Ella le pide al jugador que encuentre pistas sobre ellos. Tras encontrarlas, Sonia indica la ubicación de los legendarios, que vagan por el mapa. Con Cobalion, Terrakion y Virizion en su grupo, el jugador puede encontrar a Keldeo en una pequeña isla en el Lago Bolaguna después de interactuar con pistas no identificadas y cocinar curry. Una vez que el jugador ha concluido las tres aventuras, Ariette se reúne con su padre en la base, ansiosa por emprender otra aventura. Peony, que no tiene más expediciones, intenta convencerla de que se le ocurrirán más, concluyendo de esta manera la historia principal.
Sin embargo, el protagonista encuentra una descripción de una aventura sobre Ultranseúntes que Peony ni siquiera recuerda haber escrito, lo que desencadena en la búsqueda de Necrozma. Una vez que el Pokémon ha sido capturado, la científica que dirige las incursiones revela que la descripción de la aventura fue escrita por ella. Después de que haya comenzado la cuarta aventura, Lionel, el ex campeón de Galar, se pondrá en contacto con el jugador para informarle del nuevo Torneo Estrellas de Galar, en el que podrán participar en el estadio de Ciudad Puntera. En este torneo de batallas múltiples, el jugador se une a Paul o Roxy y finalmente se enfrenta y derrota a Lionel y Roy o Nerio y Roy, respectivamente, en la final. Posteriormente, Lionel declara la competición como una nueva característica permanente del estadio.

## Desarrollo
El pase de expansión se anunció por primera vez en el Pokémon Direct del 9 de enero de 2020 y nuevamente se mostró brevemente en el Nintendo Direct Mini del 26 de marzo. A continuación, el pase se mostró con gran detalle en el Pokémon Presents del 17 de junio, horas antes de que se lanzara La Isla de la Armadura en todo el mundo. Un seguimiento de la información se publicó el 29 de septiembre, durante una presentación de transmisión en vivo sobre el contenido descargable.

## Recepción
La expansión recibió críticas generalmente positivas. En Metacritic tiene una puntuación de 75 sobre 100 según las revisiones de 23 críticos.